# The Body Shop
The Body Shop est une chaîne britannique de magasins de cosmétiques créée par Anita Roddick en 1976. Le siège de l'entreprise est situé à Londres, au Royaume Uni. 

## Historique

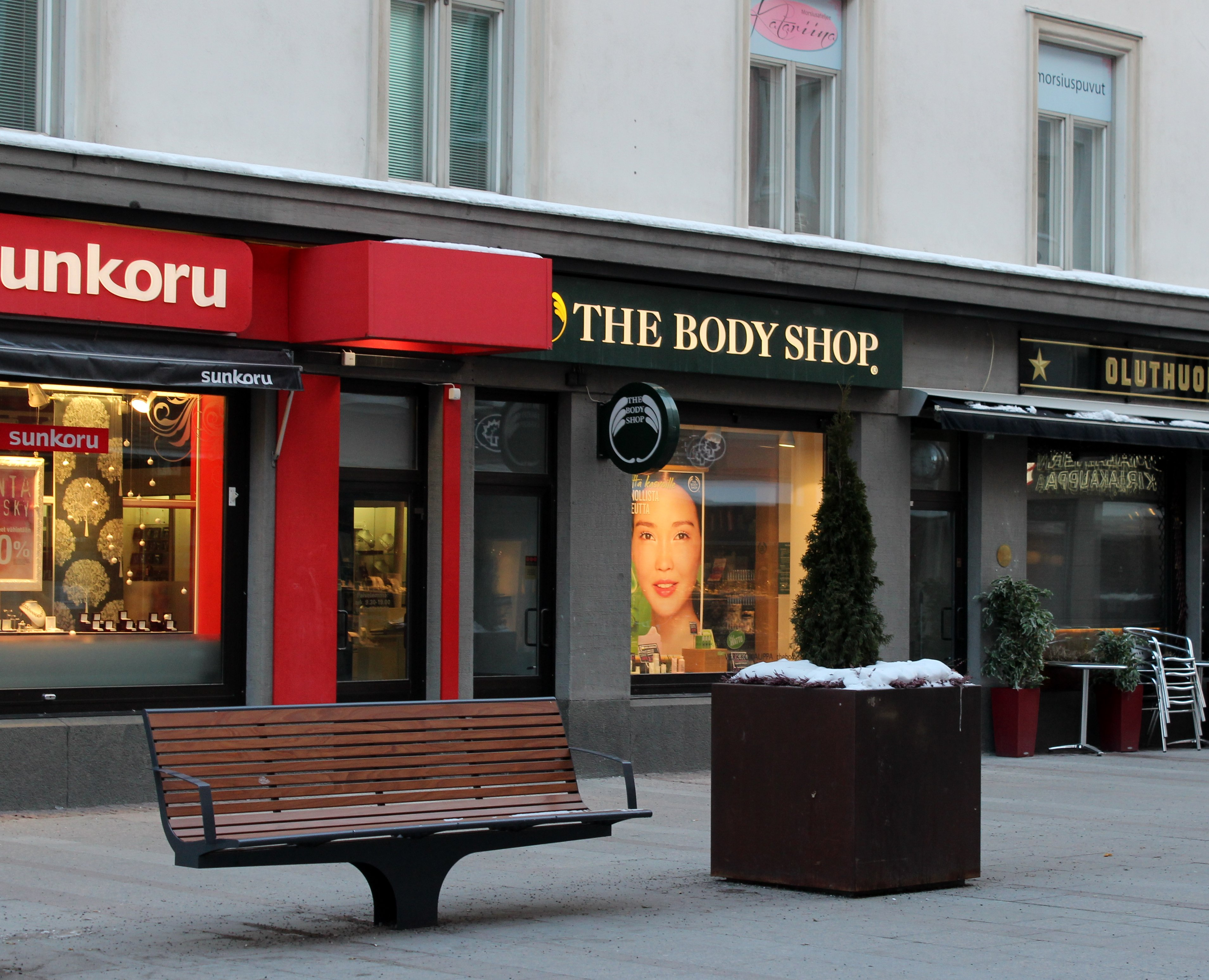
The Body Shop à Rotuaari, Oulu (Finlande)

En 1976, la fondatrice de The Body Shop Anita Roddick choisit de créer une entreprise « qui a le pouvoir de faire le bien », et « dédie [son] business au changement environnemental et sociétal », en s'engageant contre les tests sur les animaux, pour le commerce équitable et la préservation de l'environnement,.
En France, des franchises The Body Shop commencent à ouvrir dès 1982.
Acquis en mars 2006 pour 652 millions de livres,, The Body Shop est revendu par le groupe français L'Oréal en juin 2017 à l'entreprise brésilienne Natura Cosmeticos pour 1 milliard d'euros.
En novembre 2023, The Body Shop est vendu au fonds Aurelius pour 207 millions de livres sterlings.
En février 2024, The Body Shop annonce une importante restructuration, près de la moitié de ses 198 magasins au Royaume-Uni vont être fermés et 40 % des postes au siège social vont être supprimés.
En juillet 2024, l'enseigne ferme ses boutiques en France à la suite d'une décision du tribunal de commerce de Paris.